# 우라야스정
우라야스정(浦安町)은 돗토리현 도하쿠군에 있던 정이다. 현재의 고토우라정의 일부에 해당한다.

## 참고문헌
- 角川日本地名大辞典 31 鳥取県
- 『市町村名変遷辞典』東京堂出版、1990年。